# Hannah Reid
Hannah Felicity May Reid (Londen, 30 december 1989) is een Brits muzikante. Sinds 2009 is zij de zangeres van London Grammar.
Reid ging naar school in West-Londen. In haar vroege jeugd kreeg ze zangles en wilde actrice worden. Voor ze begon aan haar studies kunstgeschiedenis en Engels aan de University of Nottingham werkte ze als kapsters-assistente en ambieerde ze een carrière in de psychoanalyse. Tijdens haar opleidingen leerde ze gitarist Dan Rothman kennen in een studentenwoning van Ancaster Hall. Rothman wist haar te overtuigen met hem samen te werken.
Reids zangstem is opvallend door het bereik, zo is ze een contra-alt. Reid heeft meerdere malen aangegeven last te hebben van plankenkoorts, waar ze mede dankzij de optredens van London Grammar deels overheen heeft weten te komen.
In 2021 maakte Reid bekend te lijden aan fibromyalgie.